# Constant Replay (album)
Constant Replay er det første soloalbum fra den danske rockguitarist, Søren Andersen. Albummet udkom 13. juni 2011 hos Target Records. 
Albumdebutten fik blandede anmeldelser. Musikmagasinet Gaffa roste Andersens evner som både guitarist og producer, men savnede retning og en klarere profil, mens rockmagasinet Devilution fremhævede de "skarpe hooklines, fine melodier og det stærke guitarspil".

## Spor
1. "Song About You" - (03:38)
2. "Glitterworld" - (04:11)
3. "Black Lady" - (04:12)
4. "Lavender in My Calendar " - (04:13)
5. "So Many Faces" - (06:10)
6. "Cold Shock" - (03:37)
7. "Leave Me Alone" - (04:57)
8. "Catch Me If You Can" - (05:00)
9. "The Letter" - (04:36)
10. "California Girl" - (04:00)
11. "Time to Time" - (03:56)
12. "Bad Luck" - (05:03)